# Dolerus
Dolerus is een geslacht van echte bladwespen (Tenthredinidae).

## Soorten
- D. aeneus Hartig, 1837
- D. alpinus Benson, 1947
- D. altivolus Lacourt, 1988
- D. anthracinus (Klug, 1818)
- D. anticus (Klug, 1818)
- D. bajulus Serville, 1823
- D. bensoni P. R. Muller, 1985
- D. bimaculatus (Geoffroy, 1785)
- D. blanki Liston, 1995
- D. ciliatus Konow, 1891
- D. coracinus (Klug, 1818)
- D. cothurnatus Serville, 1823
- D. chevini Lacourt, 1988
- D. elderi Kincaid, 1900
- D. etruscus (Klug, 1818)
- D. eversmanni W. F. Kirby, 1882
- D. ferrugatus Serville, 1823
- D. frigidus Benson, 1965
- D. fumosus Stephens, 1835
- D. genucinctus Zaddach, 1859
- D. germanicus (Fabricius, 1775)
- D. gessneri Ed. Andre, 1880
- D. gibbosus Hartig, 1837
- D. gilvipes (Klug, 1818)
- D. gonager (Fabricius, 1781)
- D. haematodes (Schrank, 1781)
- D. harwoodi Benson, 1947
- D. hibernicus Lacourt, 1988
- D. hispanicus Mocsary, 1881
- D. ibericus Chevin, 1987
- D. kokujewi Konow, 1902
- D. laevigatus Hellen, 1955
- D. liogaster C.G. Thomson, 1871
- D. madidus (Klug, 1818)
- D. megapteroides Muche, 1964
- D. melanopterus Konow, 1888
- D. montjoiensis Lacourt, 1994
- D. murcius Konow, 1895
- D. niger (Linnaeus, 1767)

- D. nigratus (O. F. Muller, 1776)
- D. nitens Zaddach, 1859
- D. oertzeni Konow, 1887
- D. pachycerus Hartig, 1837
- D. phalipi Chevin, 1988
- D. picipes (Klug, 1818)
- D. planatus Hartig, 1837
- D. possilensis Cameron, 1882
- D. pratensis (Linnaeus, 1758)
- D. pratorum (Fallen, 1808)
- D. pseudaeneus Lacourt, 1988
- D. puncticollis C.G. Thomson, 1871
- D. quadrinotatus Biro, 1884
- D. romanus Benson, 1954
- D. rosti Konow, 1890
- D. rufotorquatus A. Costa, 1864
- D. salmanticensis Llorente, 1988
- D. sanguinicollis (Klug, 1818)
- D. schmidti Konow, 1884
- D. schulthessi Konow, 1887
- D. stygius Forster, 1860
- D. subalatus Kerensky, 1926
- D. subarcticus Hellen, 1955
- D. thargitai Zombori, 1994
- D. triplicatus (Klug, 1818)
- D. truncatus Lacourt, 1988
- D. uliginosus (Klug, 1818)
- D. varispinus Hartig, 1837
- D. vernalis Ermolenko, 1964
- D. vestigialis (Klug, 1818)
- D. vulneratus Mocsary, 1878
- D. yukonensis Norton, 1872